# Groupement des forces armées anti-terroristes
Le groupement des forces armées anti-terroristes (GFAT) est une force de sécurité burkinabé, formée de contingents de la gendarmerie et de l'armée de terre pour combattre l'insurrection djihadiste au Burkina Faso.

## Histoire
L'unité est créée en 2012, avant d'être déployé en janvier 2013 près de la frontière avec le Mali. Les militaires du GFAT, peu préparés, subissent de lourdes pertes, comme pendant l'attaque de Nassoumbou en décembre 2016,. Le GFAT, qui fait face au manque de coopération de la population du Soum, est accusé de très nombreuses exactions.

## Organisation
L'unité a la taille d'un bataillon de 600 hommes. Placé sous les ordres du chef d'Etat-Major de l'armée, le GFAT est basé à Kaya, avec des détachements à Nassoumbou, Koutougou, Djibo, Dori et Ouahigouya. Les troupes sont détachées pour une durée de trois mois. De nombreux soldats viennent du 25e régiment parachutiste commando.